# Nicolau Hidrunci
Nicolau Hidrunci (Nicolaus Hydruntius, Nikólaos Νικόλαος) fou un eclesiàstic romà d'Orient del segle xiii durant el regnat d'Aleix IV Àngel. Va destacar el 1201 per la seva oposició a l'església llatina i a la unió de les dues esglésies, contra la qual va publicar diversos llibres; un resum d'aquests llibres fou publicat per Cave (ad ann. 1201) i per Fabricius (Bibl. Graec. vol. 11. p. 287).